# نادي سريع مسلمي سوق اهراس
نادي سريع مسلمي سوق أهراس  هو نادي كرة قدم جزائري هاوي تأسس في سنوات العشرينات 1931 في مدينة سوق أهراس رمزه (R.C.M.S.A) وباللغة الفرنسية (Rapid Club Musulman de Souk-Ahras) كان يلعب في رابطة قسنطينة لكرة القدم فترة الاحتلال الفرنسي للجزائر وأنحل في سنوات الاستقلال الجزائر.

## تاريخ النادي
تأسس أثناء الحقبة الاستعمارية في سنة 1931، بأمر من جمعية العلماء المسلمين الجزائريين كان بطلا (رابطة قسنطينة لكرة القدم 1933
)
بعد سقوط مدينة سوق أهراس في 1847 م في يد المستعمر الفرنسي ظلت الحركة السياسية الجزائرية نشطة حركها الشبان الوطنيون وفي نهاية القرن 19 رأى الوطنيون في سوق أهراس ضرورة إنشاء جمعية رياضية إسلامية تكون غطاء للنشاطات السياسية وفي إحدى الاجتماعات السرية ثم رسميا إنشاء جمعية رياضية وكان ذلك في صيف سنة 1931م، وبعد الانتهاء من بناء ملعب طڨطاڨية، وفترة الأنتعاش الرياضي خاصة في كرة القدم، وتأسيس العديد من النوادي الرياضيه لكرة القدم، من أشهرهم نادي السكة الحديدية سوق أهراس، وسبورتينغ السكة الحديدية سوق أهراس، وقد تم اختيار ألوان الفريق بالأخضر والأسود لاعتبارات دينية وتوجهات سياسية فالأخضر يرمز لدين الإسلامي والأمل في الحرية والاستقلال أما الأسود فكان حداد وحزن للحقبة الاستعمارية في الجزائر.
و بعد نهاية الحرب العالمية الأولى قام من تبقى من أعضاء «النادي» ببعث ناد رياضي جديد يكون امتداد للجمعية الأولى مع المحافظة على نفس الألوان (الأخضر والأسود) و نفس الأهداف فتم إنشاء نادي سريع مسلمي سوق أهراس
(Rapid Club Musulman de Souk-Ahras )وكان ذلك سنة1931م، ورغم ان السلطات الاستعمارية تفطنت لأهداف سريع مسلمي سوق أهراس وأوقفت نشاطه إلا انه خلال مسيرته القصيرة تمكن من الفوز ببطولة قسنطينة لكرة القدم بعد أن حاز أولا على فوز تاريخي على نواديمنتسبي إلى مدينة قسنطينة والولايات المجاورة.

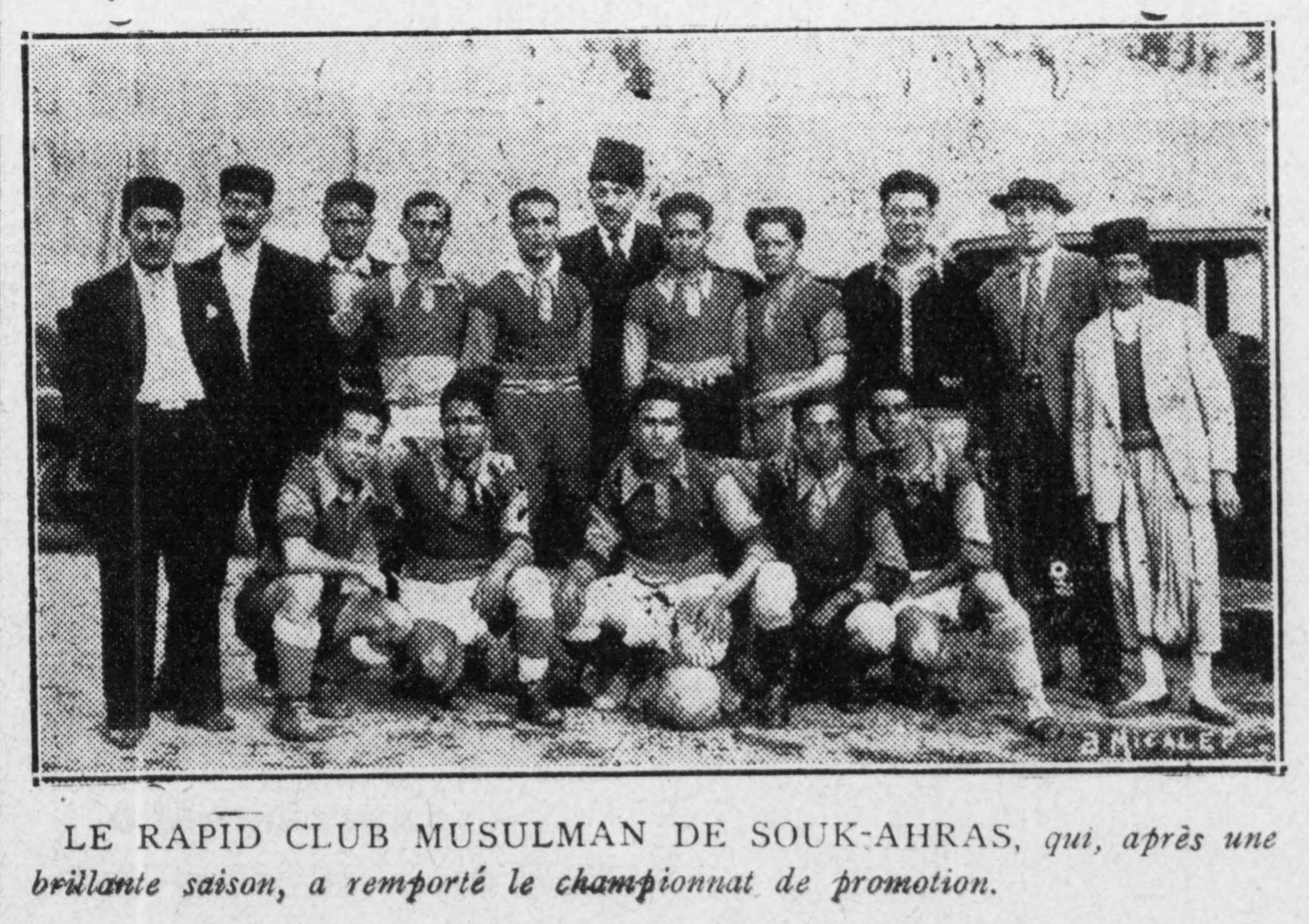
نادي سريع مسلمي سوق أهراس 1933

## الأجتماعات في المقاهي
و لخلق هذا المولود الجديد وضعت السلطات الفرنسية العديد من الشروط لقبول ملف اعتماد الفريق ومنها ضرورة وجود عنصرين فرنسيين على الأقل كما لم يكن للفريق مقر فكانت الاجتماعات تعقد في مقهى البهجة بحي السردوك بكل سرية.

## تألق النادي وخلق رعبا لدى الشرطة الفرنسية
و أصبح لنادي السريع جمهور كبير طيلة الفترة من 1931م تاريخ تأسيسه إلى غاية 1939م التي عرفت اندلاع الحرب العالمية الثانية و تجميد نشاط الفريق كما كان عليه غداة اندلاع الحرب العالمية الأولى، أستطاع أن يفوز على أعرق النوادي الفرنسية والجزائرية مما خلق رعبا لدى الشرطة الفرنسية لكن اندلاع الحرب العالمية الثانية في 3 ديسمبر 1939م أدى إلى الخدمة العسكرية الإجبارية لعدد من اللاعبين وإغلاق أبواب الرابطة الجهوية بسبب الحرب وتفرق ما تبقى من لاعبي نادي سريع مسلي سوق أهراس على لاعبي الأحياء لممارسة كرة القدم في غياب فريق رسمي وبطولة رسمية ودام هادا الحال حتى نهاية الحرب العالمية الثانية سنة 1945م

## الرابطة الشرقية المسلمة والخيانة
وبعد إنزال الحلفاء وإعادة بعث النشاط الكروي في الجزائر حاولت فرق الشرق المسلمة إنشاء الرابطة الشرقية المسلمة لكرة القدم لكن المعلومات السرية عن الاجتماع تسربت للسلطات الأستعمارية بفعل الخيانة مما أدى إلى شنها لحملة اعتقالات واسعة كان من بين ضحاياها أعضاء النادي من الأدارين واللاعبين.

## شعار وألوان النادي
كان شعار النادي مستنبط من علم الجزائر، فكان يحتوي على نجمة وهلال ولونين الأحمر والأخضر والسنة التي أسس فيه.